# Кројцфелд—Јакобова болест
Кројцфелд—Јакобова болест, КЈБ (енгл. Creutzfeldt–Jakob disease, CJD) врста је спонгиоформне енцефалопатије (једне од варијанти тзв. прионских болести). Ово је веома тешко неуродегенеративно обољење које се увек завршава смртним исходом, а јавља се најчешће код људи старијих од 60 година.
Добила је име по Хансу Герхарду Кројцфелду (1885—1964) и Алфонсу Марији Јакобу (1884—1931).

## Етиологија
За пренос спонгиоформних енцефалопатија одговорни су приони. То су протеини без нуклеинске киселине, а иначе су уобичајени састојци ћелијских мембрана. У око 85% случајева није познато како настаје болест, у мањем броју случајева се ради о мутацији гена за прионе, евентуално се може пренети приликом трансплантације са зараженог на здравог човека или током неких терапијских и дијагностичких процедура. Прион се нагомилава у мозгу, доводећи до оштећења и пропадања нервних ћелија, глиозе (формирања ожиљног ткива на мозгу) и изражене вакуолизације која мозгу даје сунђераст изглед. 
Болест се завршава летално, а траје у просеку око 4—5 месеци.

## Патологија
Макроскопски знаци атрофије мозга су тешко видљиви због брзе прогресије. Микроскоспки, типичан налаз су спужвасте трансформације коре великог мозга и дубоке сиве масе. То се посебно односи на дубоке структуре попут нуклеуса каудатуса. Код узнапредовале болести губитак неурона је јасно уочљив па се могу видјети и реактивна глиоза као и цистолике шупљине. Ово стање се назива статус спонгиозус. Важно је напоменути да овдје нема запаљенског инфилтрата.

## Клиничка слика
Почетни симптоми су: несаница, депресија, збуњеност, промене понашања, проблеми са памћењем, видом и равнотежом. Са напредовањем болести, све је израженија деменција и јављају се миоклонуси (нагле, кратке, неритмичне, неусклађене и брзе контракције делова или читавих мишића и мишићних група). Касније манифестације могу укључивати невољне покрете, халуцинације, губитак координације, измењено стање свести, кому и сл.

## Дијагноза и лечење
Дијагноза се поставља на основу анамнезе, клиничке слике, клиничког прегледа, електроенцефалографије, нуклеарне магнетне резонанце, комјутеризоване томографије и биопсије.
Не постоји посебан вид лечења, односно терапија је само симптоматска.